# Partit Socialista Reformista Italià
El Partit Socialista Reformista Italià (PSRI) (en italià: Partito Socialista Riformista Italiano, PSRI) va ser un partit polític socialdemòcrata d'Itàlia.

## Història
Va ser creat al 1912 pels capadavanters reformistes que hi havien estat expulsats del Partit Socialista italià a causa del seu desig d'entrar a en la majoria que donava suport al Primer ministre Giovanni Giolitti. Els membres davanters del PSRI eren Leonida Bissolati, Ivanoe Bonomi i Meuccio Ruini. El 1913, a les eleccions generals, el partit va treure un 2.6% del vot i 21 seients, al estar gairebé implantat a totes les regions italianes (alguns altres com Ruini van ser elegits pels Radicals), mentre que el 1919 van treure un 1.5%, obtenint només 15 seients sota el sistema proporcional nou.
El partit va ser dissolt el 6 de novembre de 1926, juntament amb tots els partits de l'oposició.
Després que a la Segona Guerra Mundial Bonomi i Ruini crearen el Partit Democràtic Laboral com la continuació del PSRI, fent-lo formar part de la Unió Democràtica Nacional, que estava formada pels Liberals i alguns Radicals anteriors.